# Jordan Adams
Pour les articles homonymes, voir Adams.
Jordan Lavell Adams, né le 8 juillet 1994 à Atlanta, Géorgie (États-Unis), est un joueur américain de basket-ball. Il évolue au poste d'arrière.

## Biographie

### Carrière universitaire
En 2012, il rejoint les Bruins d'UCLA en NCAA.
En 2014, alors qu'il avait annoncé continuer une année à UCLA, il se présente finalement à la draft 2014 de la NBA.

### Carrière professionnelle
Le 26 juin 2014, Adams est drafté au premier tour, à la 22e position par les Grizzlies de Memphis. Après deux matches de Summer League, Adams signe avec les Grizzlies le 7 juillet. Il commence la saison NBA 2014-2015 avec un temps de jeu réduit chez les Grizzlies et est envoyé plusieurs fois en D-League chez l'Energy de l'Iowa.
Adams fait ses débuts en NBA le 3 novembre 2014, lors du deuxième match des Grizzlies à domicile mais il ne dispute que les dernières secondes de la rencontre. Le 17 novembre, Adams marque son premier point en carrière sur un lancer-franc.
En août 2015, il est victime d’une déchirure d’un ménisque du genou droit qui le prive de l'intégralité de la saison 2015-2016. En juin 2016, il doit de nouveau être opéré afin de recevoir une transplantation de cartilage. Jordan Adams est alors out pour toute la saison 2016-2017 et il est coupé par les Grizzlies en octobre 2016. En 2017, il participe à la Summer League avec les Trail Blazers de Portland mais ça ne le ramène pas en NBA. Durant l'été 2018, il participe à The Basketball Tournament (TBT) avec les Sons of Westwood.
En février 2019, il participe au Dubai International Tournament sous les couleurs d'Al Whada Damascus.
En mars 2019, il s'engage avec les Vipers de Rio Grande Valley en G-League, équipe affiliée aux Rockets de Houston.
En mars 2020, il s'engage au Mexique avec les Venados de Mazatlan.
En juillet 2020, il reste au Mexique mais monte en première division et rejoint l'équipe des Libertadores de Queretaro pour la saison 2020-2021. Après avoir inscrit 34 points et pris 10 rebonds face à Panteras de Aguascalientes, il est nommé joueur de la semaine le 25 octobre 2020.
Le 19 novembre 2020, il s'engage dans le championnat argentin avec le Club Comunicaciones (Mercedes). Après une première saison où il réalise des statistiques par match de 17 points, 4,3 rebonds et 2,8 passes décisives en 28 matches disputés, il prolonge son contrat pour une seconde saison en octobre 2021.
En juillet 2022, il s'engage dans le championnat uruguayen pour la saison 2022-2023 avec le Club Atlético Aguada. Avant de rejoindre l'Uruguay, il termine la saison au Mexique avec les Libertadores de Queretaro durant l'été 2022, jouant 8 matches avec l'équipe mexicaine.

## Clubs successifs
- 2012-2014 :  Bruins d'UCLA (NCAA).
- 2014-2016 :  Grizzlies de Memphis (NBA).
- 2014-2015 :  Energy de l'Iowa (D-League).
- 2019 :  Vipers de Rio Grande Valley (G-League).
- 2020 :  Venados de Mazatlan (Mexique)
- 2020 :  Libertadores de Queretaro (LNBP)
- 2020-2022 :  Club Comunicaciones (Mercedes) (Liga Nacional)
- 2022 :  Libertadores de Queretaro (LNBP)
- 2022- :  Club Atlético Aguada (Uruguay)

## Records en NBA
Les records personnels de Jordan Adams, officiellement recensés par la NBA sont les suivants :
| Type de statistique        | Saison régulière | Saison régulière                            | Saison régulière            | Playoffs | Playoffs                                            | Playoffs                |
| Type de statistique        | Record           | Adversaire                                  | Date                        | Record   | Adversaire                                          | Date                    |
| -------------------------- | ---------------- | ------------------------------------------- | --------------------------- | -------- | --------------------------------------------------- | ----------------------- |
| Points                     | 19               | @ Warriors de Golden State                  | 13 avril 2015               | 3        | @ Warriors de Golden State                          | 3 mai 2015 13 mai 2015  |
| Paniers marqués            | 6                | Jazz de l'Utah @ Warriors de Golden State   | 3 mars 2015 13 avril 2015   | 1        | @ Warriors de Golden State                          | 3 mai 2015 13 mai 2015  |
| Paniers tentés             | 15               | @ Warriors de Golden State                  | 13 avril 2015               | 1        | 3 fois                                              |                         |
| Paniers à 3 points réussis | 2                | @ Warriors de Golden State                  | 13 avril 2015               | 1        | @ Warriors de Golden State                          | 3 mai 2015              |
| Paniers à 3 points tentés  | 5                | @ Warriors de Golden State                  | 13 avril 2015               | 1        | @ Warriors de Golden State                          | 3 mai 2015              |
| Lancers francs réussis     | 5                | @ Warriors de Golden State                  | 13 avril 2015               | 1        | Warriors de Golden State @ Warriors de Golden State | 11 mai 2015 13 mai 2015 |
| Lancers francs tentés      | 7                | @ Warriors de Golden State                  | 13 avril 2015               | 1        | Warriors de Golden State @ Warriors de Golden State | 11 mai 2015 13 mai 2015 |
| Rebonds offensifs          | 2                | @ Warriors de Golden State Pacers d'Indiana | 13 avril 2015 15 avril 2015 |          |                                                     |                         |
| Rebonds défensifs          | 3                | Pacers d'Indiana                            | 15 avril 2015               | 1        | Warriors de Golden State                            | 13 mai 2015             |
| Rebonds totaux             | 5                | Pacers d'Indiana                            | 15 avril 2015               | 1        | Warriors de Golden State                            | 13 mai 2015             |
| Passes décisives           | 3                | @ Warriors de Golden State                  | 13 avril 2015               |          |                                                     |                         |
| Interceptions              | 3                | @ Wizards de Washington                     | 12 mars 2015                | 1        | Trail Blazers de Portland                           | 19 avril 2015           |
| Contres                    | 2                | Nuggets de Denver                           | 29 janvier 2015             |          |                                                     |                         |
| Balles perdues             | 2                | 3 fois                                      |                             |          |                                                     |                         |
| Minutes jouées             | 23               | Jazz de l'Utah Pacers d'Indiana             | 3 mars 2015 15 avril 2015   | 6        | Warriors de Golden State                            | 13 mai 2015             |

- Double-double : aucun (au 07/11/2015)
- Triple-double : aucun.

## Statistiques

### Universitaires
Les statistiques en matchs universitaires de Jordan Adams sont les suivants :
| Année     | Équipe        | Matches | Titul. | Min./m. | %tir | %3pts | %l-f | rbds/m. | pass/m. | int/m. | ctr/m. | pts/m. |
| --------- | ------------- | ------- | ------ | ------- | ---- | ----- | ---- | ------- | ------- | ------ | ------ | ------ |
| 2012-2013 | Bruins d'UCLA | 33      | 27     | 30,2    | 44,7 | 30,7  | 84,3 | 3,85    | 1,76    | 0,36   | 0,36   | 15,30  |
| 2013-2014 | Bruins d'UCLA | 36      | 36     | 30,1    | 48,5 | 35,6  | 83,6 | 5,33    | 2,33    | 0,14   | 0,14   | 17,39  |
| Total     |               | 69      | 63     | 30,1    | 46,7 | 33,1  | 83,9 | 4,62    | 2,06    | 0,25   | 0,25   | 16,39  |

### Professionnels
| Année     | Équipe               | Matches | Titul. | Min./m. | %tir | %3pts | %l-f | rbds/m. | pass/m. | int/m. | ctr/m. | pts/m. |
| --------- | -------------------- | ------- | ------ | ------- | ---- | ----- | ---- | ------- | ------- | ------ | ------ | ------ |
| 2014-2015 | Grizzlies de Memphis | 30      | 0      | 8,3     | 40,7 | 40,0  | 60,9 | 0,9     | 0,5     | 0,5    | 0,2    | 3,1    |
| 2015-2016 | Grizzlies de Memphis | 2       | 0      | 7,5     | 33,3 | 0,0   | 60,0 | 1,0     | 1,5     | 1,5    | 0,0    | 3,5    |
| Total     |                      | 32      | 0      | 8,2     | 40,2 | 38,5  | 60,7 | 0,9     | 0,6     | 0,6    | 0,2    | 3,2    |

## Palmarès
- All-Pac-12 First Team (2014)